# (500063) 2011 UA286
(500063) 2011 UA286 es un asteroide perteneciente al cinturón exterior de asteroides, descubierto el 20 de enero de 2008 por el equipo del Spacewatch desde el Observatorio Nacional de Kitt Peak, Arizona, Estados Unidos.

## Designación y nombre
Designado provisionalmente como 2011 UA286.

## Características orbitales
2011 UA286 está situado a una distancia media del Sol de 3,216 ua, pudiendo alejarse hasta 3,621 ua y acercarse hasta 2,811 ua. Su excentricidad es 0,125 y la inclinación orbital 15,57 grados. Emplea 2107,16 días en completar una órbita alrededor del Sol.
El próximo acercamiento a la órbita terrestre se producirá el 28 de marzo de 2193.

## Características físicas
La magnitud absoluta de 2011 UA286 es 15,7.